# ドイツ・メルヘン街道

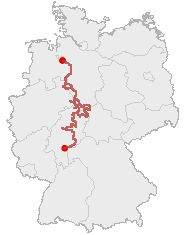
メルヘン街道のルートマップ

ドイツ・メルヘン街道（ドイツ・メルヘンかいどう、Deutsche Märchenstraße）は、ドイツ中部の街ハーナウから北部の都市ブレーメンを経てブレーマーハーフェンまでを結ぶドイツ観光街道の一つ。グリム兄弟とその童話や伝説にゆかりの地を結ぶ観光街道で、全長約600km。始点のハーナウはグリム兄弟の生誕の地、終点ブレーメンは、彼らの童話『ブレーメンの音楽隊』で名高い街である。元々、この2つの街を結ぶ街道が古くからあったわけではなく、途中の70以上の街がこの街道に参加し、断片的な道路を結び合わせ観光街道として整備したもので、1975年に組織された。

## 行程

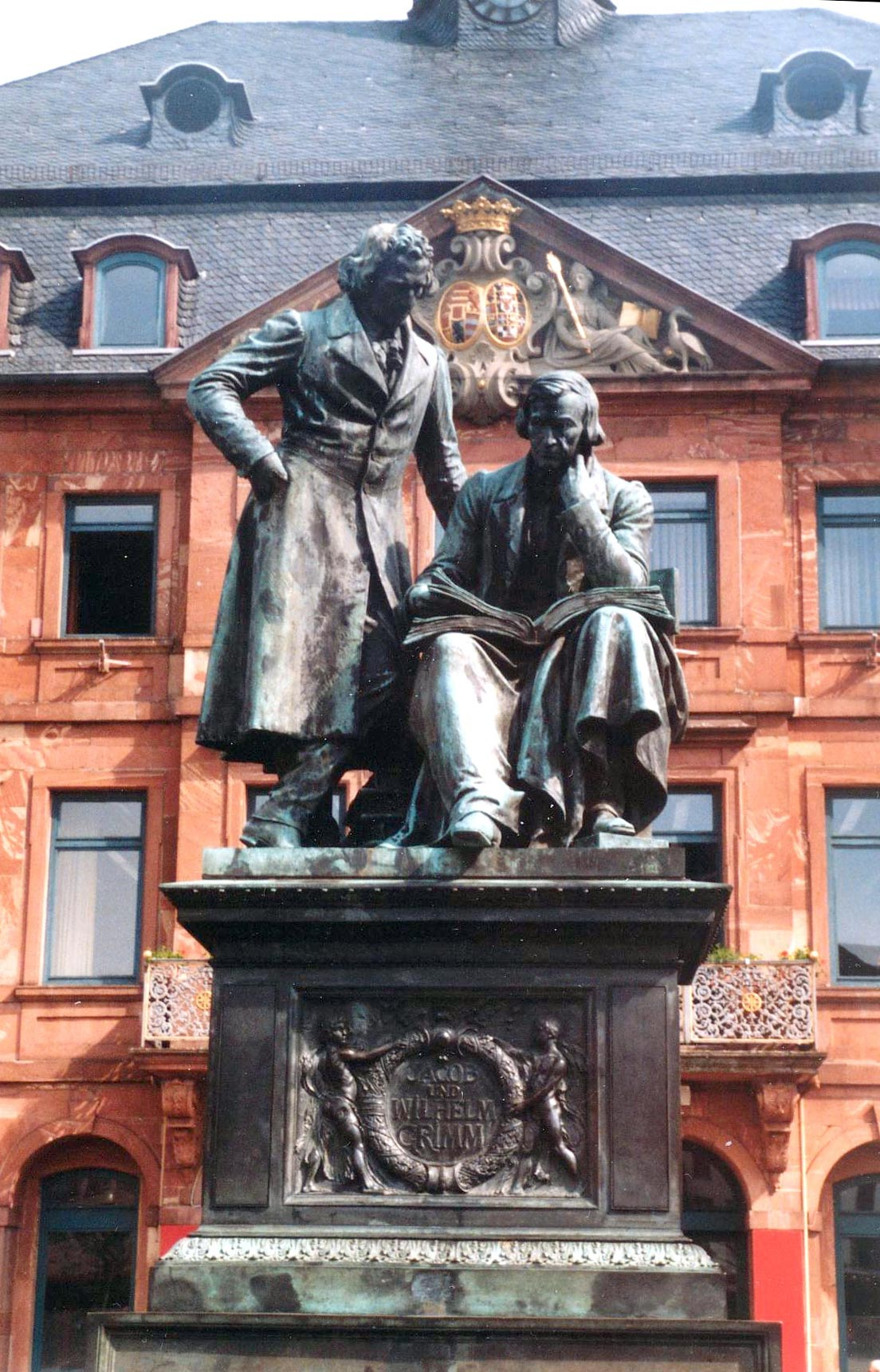
ハーナウ、マルクト広場のグリム兄弟像

- ハーナウ (Hanau): グリム兄弟生誕の地。旧市庁舎前のマルクト広場に兄弟の銅像があり、その基台の銅板にここがドイツ・メルヘン街道の起点であると記されている。

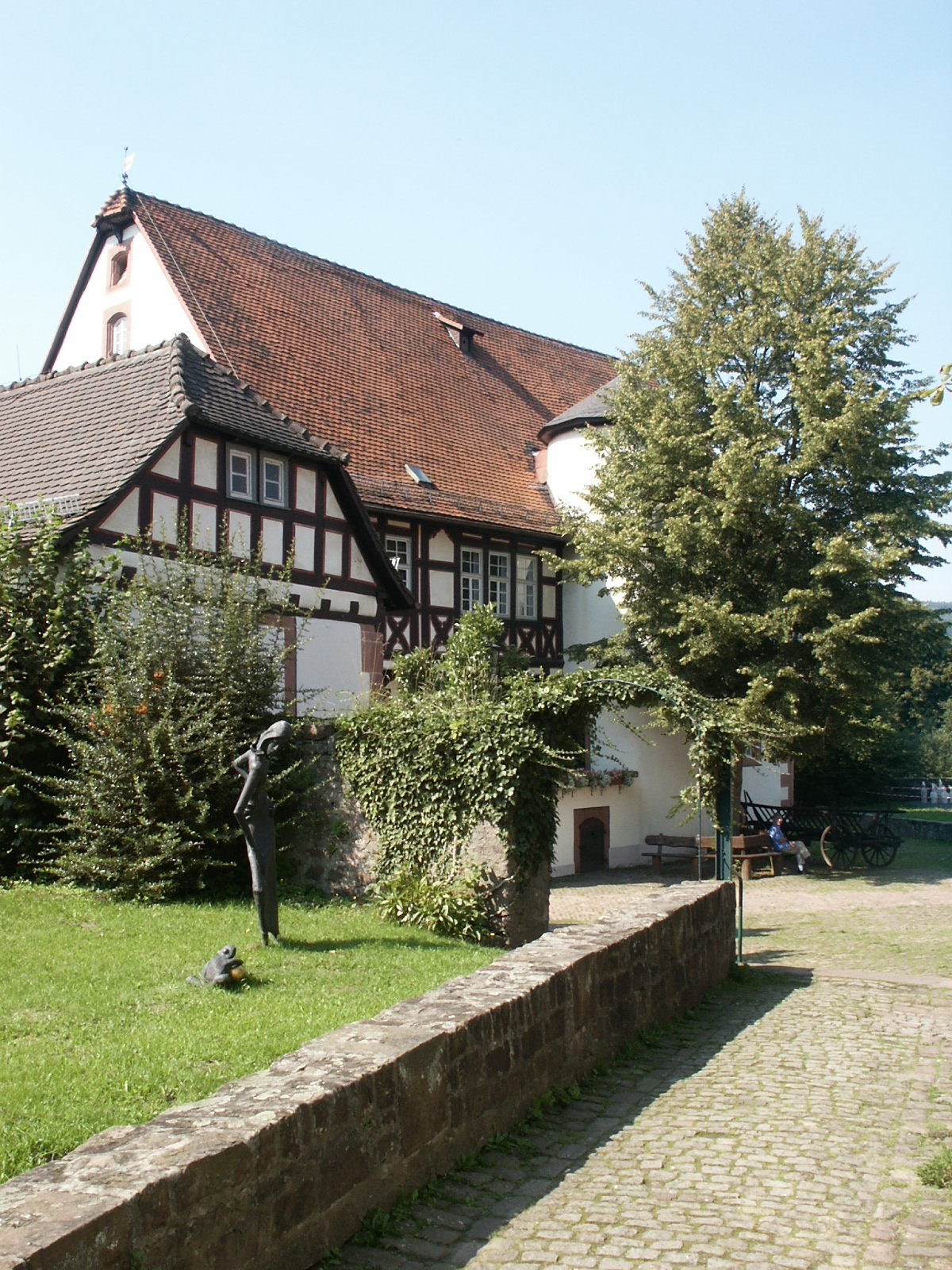
シュタイナウのグリム博物館

- シュタイナウ (Steinau an der Straße): グリム兄弟の祖父が教会の牧師を務め、兄弟の誕生後、父が判事となり赴任した町。兄弟は1791年から1803年までこの町で過ごした。当時の地方裁判所（父が亡くなる1796年までグリム一家はその1階に住んでいた）がグリム記念博物館として残されている。ハーナウからシュタイナウまではゲーテ街道と共通の行程である。また、この街はドイツ木組みの家街道にも組み込まれている。
- シュリュヒテルン (Schlüchtern): グリム一家に関する収蔵品を展示した山村博物館がある。
- フライエンシュタイナウ (Freiensteinau)
- ヘルプシュタイン (Herbstein)
- アルスフェルト (Alsfeld): 木組家屋が数多く残る美しい町。

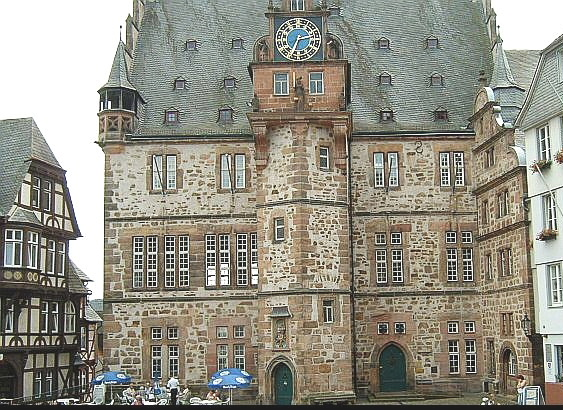
マールブルク旧市庁舎

- マールブルク (Marburg): グリム兄弟が通った大学の町。兄ヤーコプは1802年から、弟ヴィルヘルムは翌1803年からこの地のマールブルク大学に通った。兄弟が入学したのは法学部であったが、教師のサヴィニー助教授はゲルマン法を学ぶ過程でドイツの民間信仰や伝説、民謡に興味を持ち研究していた。また、この教師を介してアヒム・フォン・アルニムとクレメンス・ブレンターノの2人の詩人に出会った。彼らはこの直後（1805年）に『少年の魔法の角笛』を上梓している。これらの出会いがグリム兄弟のその後を決定づけたともいえる。また、マールブルクは、1529年にマルティン・ルター、フルドリッヒ・ツヴィングリ、フィリップ・メランヒトンらによる宗教問答が行われた場所としても知られている。市内には聖エリーザベト教会をはじめ見所も多い。
- ラーンタール (Lahntal): グリム童話の挿絵画家であるオットー・ウベローデのアトリエが遺されている。
- ノイシュタット (Neustadt)
- ヴィリングスハウゼン (Willingshausen)
- シュヴァルムシュタット (Schwalmstadt): ツィーゲンハイン、トライザといった小さな町を中心にいくつかの村が点在する森に囲まれた地方都市である。この地方の女性は、頭に鶏冠のような形の飾りが付いた帯を頭巾のように身につけるケプフェレという伝統衣装があり、未婚女性は赤のケプフェレをつけていた。フランスから「赤ずきん」の話が伝わった時、このケプフェレと結びついて、この地が「赤ずきん」の里となった。このほかにも、『こわがることをおぼえるために旅にでかけた男』などいくつかのグリム童話がこの地方に由来しているといわれる。
- シュレックスバッハ (Schrecksbach)
- オーバーアウラ (Oberaula)
- クニュルヴァルト (Knüllwald)
- ホムベルク (エフツェ) (Homberg (Efze)): アルスフェルト、シュヴァルム地方、ホムベルク、さらにこの先のフリッツラーまで、この付近では「ドイツ木組みの家街道」と多くの街を共有している。特にこの町では美しい木組みの民家がよく保存されている。
- フリッツラー (Fritzlar)
- グーデンスベルク (Gudensberg)
- ニーデンシュタイン (Niedenstein)
- バート・ヴィルドゥンゲン (Bad Wildungen)
- ヴァルデック (Waldeck)
- ヴォルフハーゲン (Wolfhagen)
- カッセル (Kassel): ドイツメルヘン街道の中心都市である。グリム兄弟はシュタイナウで少年時代を過ごした後、この地で女官長をしていた伯母のヘンリエッテに引き取られ、中等高等学校に進んだ。1805年にはグリム兄弟の母親ら一家もカッセルに移り住んでいた。この年にパリから戻ったヤーコプは、この地でいくつかの仕事につき、最終的には公立図書館の副館長を長く務めた。市内にはヴィルヘルム・ヘーエ宮殿やヘーヴェン・ブルク城が遺されている。

カッセルからメルヘン街道は、一時的に 2 つのルートに分かれる。東よりの『ホレのおばさん』ルート、西よりの『いばら姫』ルートである。

### 『ホレのおばさん』ルート
- ニーステ (Nieste)
- カウフンゲン (Kaufungen)
- ヘルザ (Helsa)
- グロースアルメローデ (Grossalmerode)
- ヘッシシュ・リヒテナウ (Hessisch Lichtenau)
- バート・ゾーデン＝アレンドルフ (Bad Sooden-Allendorf)
- ヴィッツェンハウゼン (Witzenhausen)
- ハイルバート・ハイリゲンシュタット (Heilbad Heiligenstadt)
- エーバーゲッツェン (Ebergötzen)
- ボーヴェンデン (Bovenden)
- ヴァールスブルク (Wahlsburg)
- フュルステンベルク (Fürstenberg)

このルート沿いにあるゲッティンゲンは、グリム兄弟が教鞭を執った大学があるゆかりの街であるが、街としてドイツ・メルヘン街道に加盟しておらず、Göttinger Märchenland e.V. という協会が加盟している。

### 『いばら姫』ルート

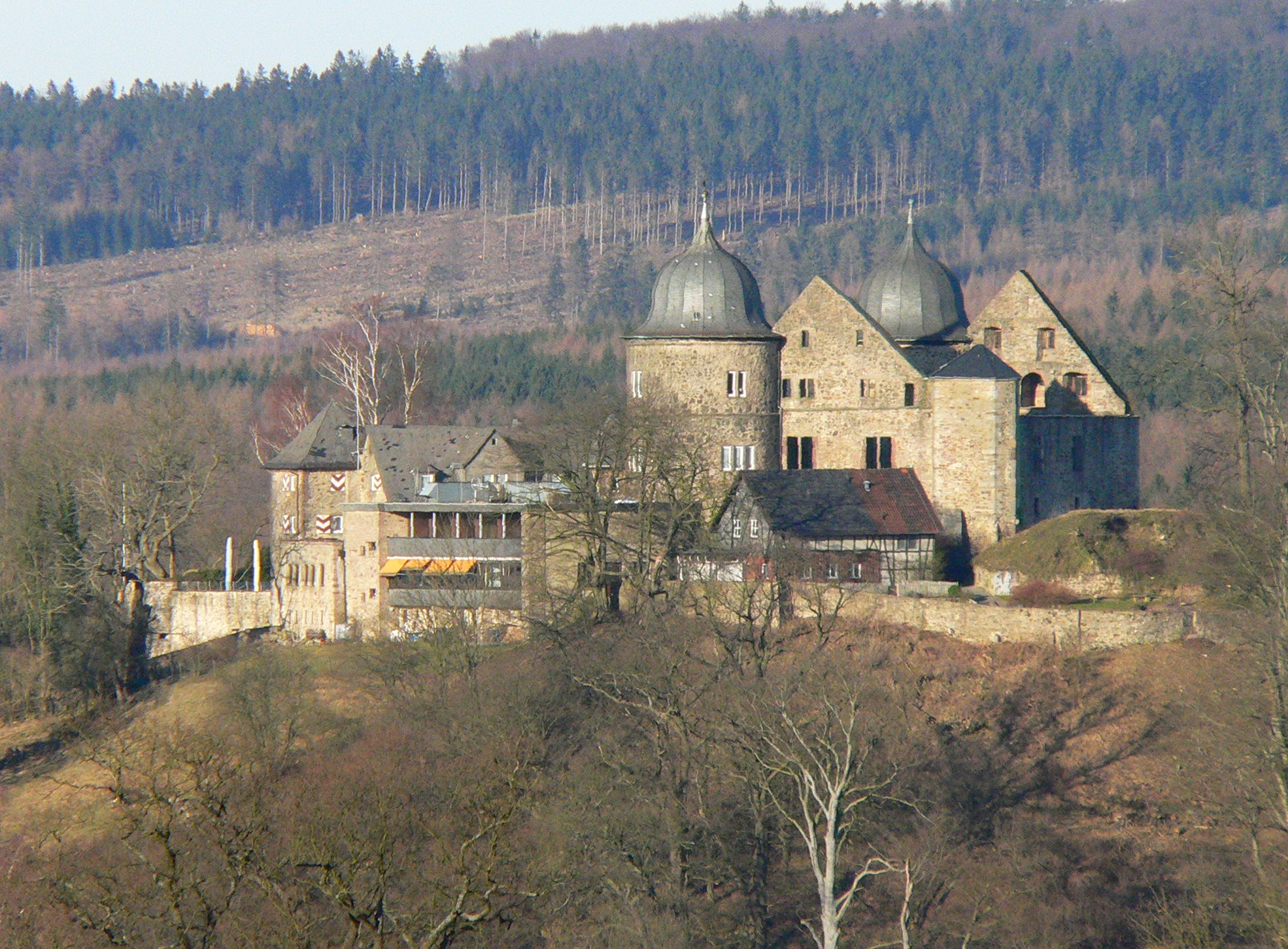
いばら姫の城のモデルといわれるザーバブルク

- ハン・ミュンデン (Hann. Münden): フルダ川とヴェラ川とが合流し、ヴェーザー川となる地点の町。木組みの美しい町並みで知られる。また、17世紀の伝説的な豪快な医師ドクター・アイゼンバルトの亡くなった町としても知られる。アレクサンダー・フォン・フンボルトが、世界で最も美しい町のひとつと称えた。ドイツの「牧歌的な美しい町」コンクールで１位に選ばれたこともある。
- インメンハウゼン (Immenhausen)
- ホーフガイスマー (Hofgeismar): この街の東側に広がるラインハルトの森の中の小高い丘に建つザーバブルク城が『いばら姫』が眠っていた城の舞台であるとされている。城の壊れていない部分がホテル・レストランとして営業している。
- トレンデルブルク (Trendelburg)
- オーバーヴェーザー (Oberweser)

### 合流後
2つのルートはヘクスター付近で合流する。

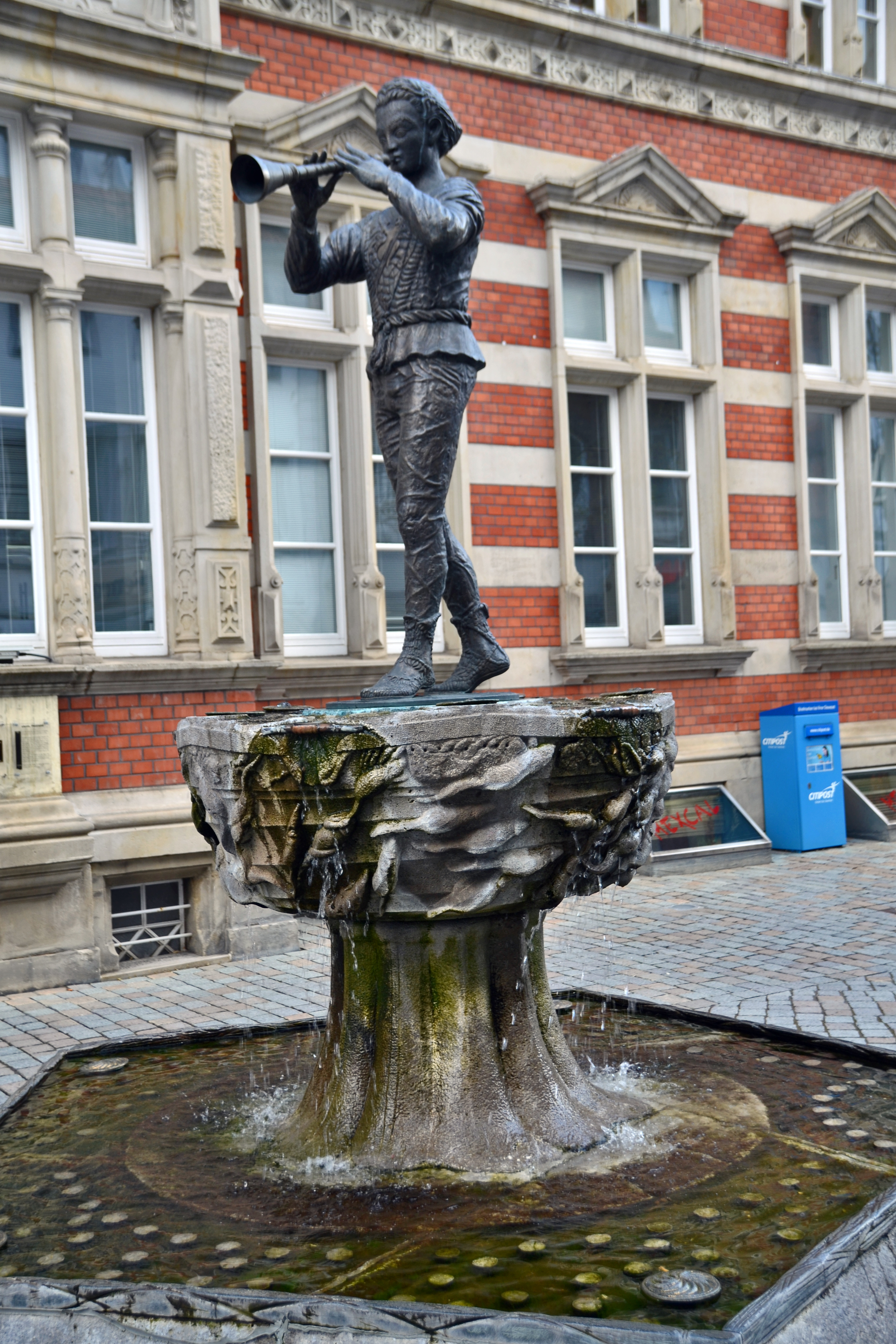
ハーメルンの笛吹き男

- ポレ (Polle): 毎年、野外劇場でシンデレラ劇が上演されている。
- ボーデンヴェルダー (Bodenwerder): ドイツの有名な物語『ミュンヒハウゼンのほら男爵』の主人公ミュンヒハウゼン男爵の故郷がこの地とされている。ミュンヒハウゼン男爵の博物館があり、その前には男爵のユーモラスな像が建っている。
- ハーメルン (Hameln): 『ハーメルンの笛吹き男』で有名な町。この話は、メルヘンではなく史実に基づく伝説だが、街道の途中にある有名な伝説の残る町として人気が高い。
- ヘッシシュ・オルデンドルフ (Hessisch Oldendorf)
- バート・エーンハウゼン (Bad Oeynhausen): ドイツ・メルヘン博物館がある。
- ニーンブルク/ヴェーザー (Nienburg/Weser)

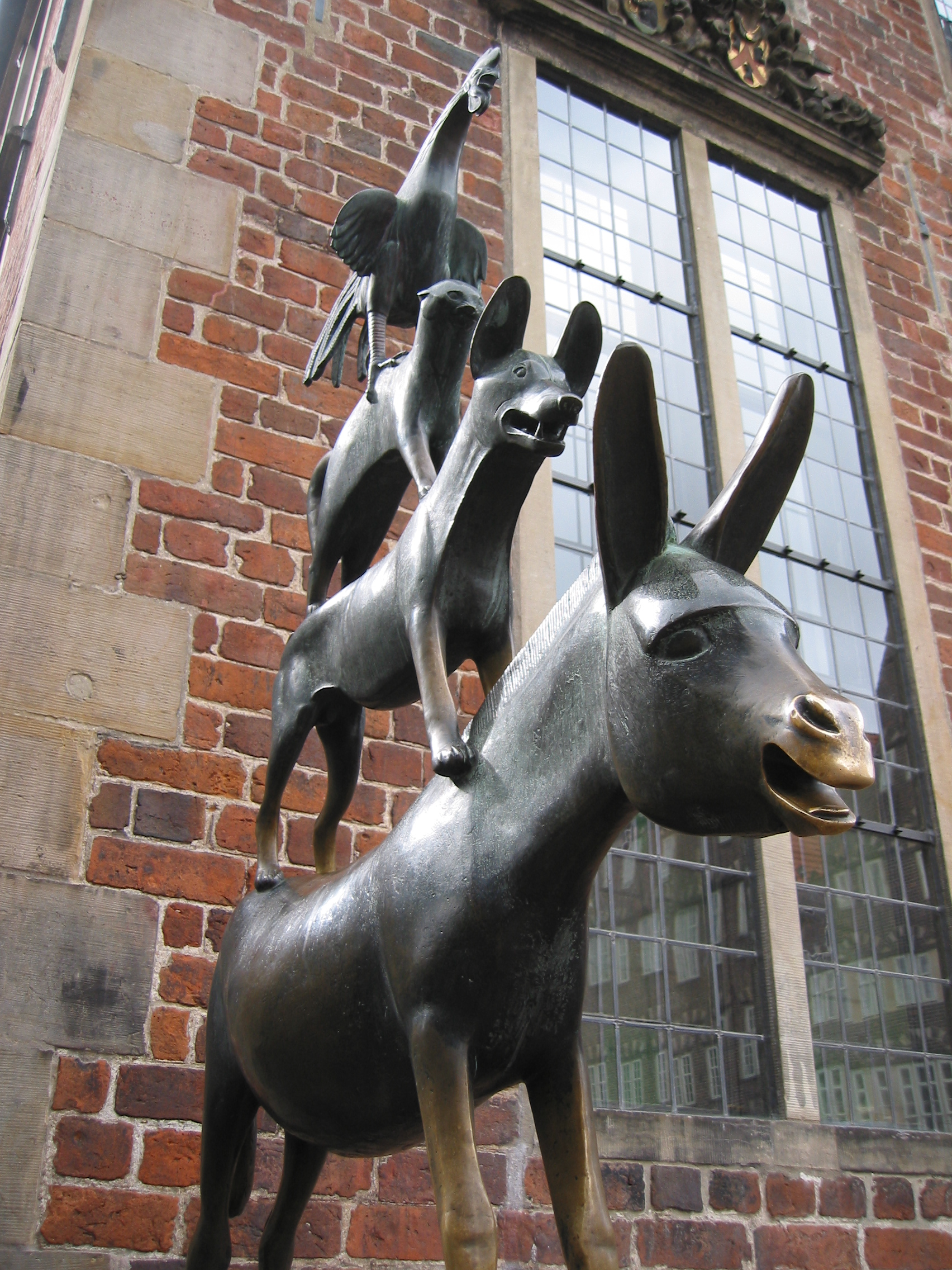
ブレーメン：マルクト広場の楽隊像

- ブレーメン (Bremen): 『ブレーメンの音楽隊』で名高く、市内のマルクト広場には楽隊像があるが、この童話をよく読むと彼らは実際にはブレーメンには到着していない。ブレーメンは主要なハンザ同盟の貿易都市として古くから栄え、現在でもドイツ屈指の大都市であり、見所も多い。
- ブレーマーハーフェン (Bremerhaven): 北海に面したブレーメンの外港として栄えた港町である。クラバウターマンという船の精の伝説がある。

ブレーメンの手前で分岐して北に向かい、ブクステフーデまで行くルートもある。
- ブクステフーデ (Buxtehude):グリム童話『ウサギとハリネズミ』の舞台となった町である。かつてはハンザ同盟の一員として栄えた。

## 外部サイト
- ドイツ・メルヘン街道公式サイト